# Vore Damers Skønhedskonkurrence i Tivoli 1927
|  | Denne artikel er oprettet af botten Steenthbot ud fra en ekstern database. Den kan derfor have sproglige fejl eller mangler. Denne skabelon kan fjernes efter kontrol af indholdet. |

Vore Damers Skønhedskonkurrence i Tivoli 1927 er en dansk dokumentarisk optagelse fra 1927.

## Handling
Skønhedskonkurrence i Tivoli i 1927. 70 damer er tilmeldt skønhedsstævnet. De går på 'catwalk' og poserer foran kameraet. Et optog af blomstersmykkede automobiler med skønhederne bevæger sig gennem Tivoli. Vore Damers skønhedsdronning anno 1927 er Dagny Rasch.